# Rauvòlfia
Les rauvòlfies (Rauvolfia) són un gènere d'arbres i arbustos perennes que pertany a la família de les Apocynaceae. Es troben en les regions tropicals, especialment a l'Índia, el Pakistan, Myanmar, Siam i Java. Comprèn 198 espècies descrites i només 74 n'han estat acceptades.

## Descripció
Són arbustos o arbres amb làtex lletós. Fulles verticil·lades, anisofiles. Inflorescència terminal o axil·lar, cimosa o d'aparença més o menys umbelada, les flors petites, blanques; corol·la urceolada, anteres lliures; ovari apocàrpic. Fruit una baia drupàcia sincàrpica amb 1-2 llavors.

## Propietats
Rauvolfia caffra és l'arbre de la quinina de Sud-àfrica. Rauvolfia serpentina, conté diversos bioactius químics, com ajmalicina, deserpidina, rescinnamina, serpentinina, i iohimbina. Reserpina és un alcaloide separat de R. serpentina que és àmpliament usat contra la hipertensió. Té dràstics efectes psicològics pel que ha estat substituït per drogues que baixen la tensió que no té efectes adversos.
Altres plantes d'aquest gènere es fan servir a la medicina, en medicina convencional d'occident o en Ayurveda, unani, i medicina local. Els alcaloides d'aquesta planta redueixen la pressió arterial, i baixa l'activitat del sistema nerviós central.
El contingut en alcaloides varia depenent de l'espècie. En tot cas, els usos medicinals, així com els advertiments i precaucions d'ús són comuns i es corresponen amb les indicades per a Rauwolfia serpentina.

## Taxonomia
El gènere va ser descrit per Carl von Linné i publicat a Species Plantarum 1: 208. 1753

## Espècies seleccionades
- Rauvolfia caffra
- Rauvolfia canescens
- Rauvolfia nitida
- Rauvolfia micrantha
- Rauvolfia serpentina
- Rauvolfia tetraphylla
- Rauvolfia vomitoria